# Зомби (альбом)
«Зомби» — шестой студийный альбом российской рок-группы «Крематорий». Записан в декабре 1990 года в студии «Black Bird», выпущен в 1991 году. Третий альбом группы, изданный на виниле, и первый, изданный на CD в 1993 году.

## История создания
Успех пластинок «Живые и мёртвые» и «Клубника со льдом» и последовавшие за ним активные гастроли вдохновляли Армена Григоряна на написание новых вещей. Песни писались с конца 1980-х, когда в составе группы играли гитарист Дмитрий Куликов и саксофонист Александр Куницын, и исполнялись на концертах в 1989—1990 годах в версиях, изначально отличавшихся от альбомных как по музыке, так и по текстам.
Альбом «Зомби» стал первой осознанной концептуальной работой коллектива. По замыслу автора, 10 композиций должны были представлять собой зарисовки в духе новелл «Декамерона» Джованни Боккаччо, а концепция заключалась в путешествии лирического героя по городу Зомби и встрече с его жителями и разного рода приключениями, впечатления от которых он выражает в песнях. Аранжировки были подготовлены Дмитрием Куликовым, однако сам он по неизвестным причинам отказался от участия в записи, а позже и вовсе покинул группу вместе с Куницыным. По рекомендации директора Ольги Жигаревой, коллективу был представлен джазовый гитарист Виктор Осипов, прежде выбиравший между «Крематорием» и «Лигой блюза». По воспоминаниям Григоряна, альбом изначально задумывался тяжёлым, но с появлением Осипова звучание претерпело изменения — привнесённые им джазовые нотки придали песням характерную окраску, не встречающуюся в последующих альбомах.
К записи группа приступила в декабре 1990 года на студии «Black Bird». Звукорежиссёром альбома стал Алексей Соколов, сотрудничавший с Жанной Агузаровой. Альбом был записан достаточно быстро. Единственным серьёзным препятствием в процессе записи стала замена аппаратуры, в результате чего все партии ударных были стёрты, и барабанщику Андрею Сараеву пришлось заново прописывать их — без метронома и поверх уже готовой музыки.
Альбом вышел в 1991 году на виниле. Его выпустили Апрелевский завод грампластинок (без опознавательных знаков на конверте) и фирма «RiTonis» (бывший Рижский завод грампластинок в составе «Мелодии»). «Зомби» стал единственным альбомом, записанным с Виктором Осиповым — после концертов-презентаций, прошедших 22 и 23 февраля в ДК МЭИ, он ушёл из «Крематория».
В 1993 году фирма «SoLyd Records» издала альбом на CD с дополненным трек-листом (в него вошла песня «Яд» и 3 песни с альбома «Клубника со льдом» — «Фригия», «Собачий вальс» и «Женщины города роз»), а в 1998 году фирма «Moroz Records» выпустила переиздание.

## Обложка
«Зомби» — первый альбом «Крематория», оформленный художником Василием Гавриловым. С этого альбома началось его сотрудничество с группой, продолжавшееся вплоть до его смерти в 2002 году. Обложка выполнена в стиле средневековых гравюр: на ней в чёрно-белом цвете изображён «город Зомби», в центре которого — гигантский человеческий череп. В изображении есть элементы оптической иллюзии: например, при внимательном рассмотрении в области носовой кости можно увидеть самого Зомби, играющего на трубе (отсылка к первой строке припева — «Зомби играет на трубе, мы танцуем свои танцы…», также скелет, стоящий на дереве со знаменем в руке — отсылка к первым словам песни: «В его руках знамя…»), а большая лобовая кость с пролегающей посередине ветвью может напоминать ягодицы (в программе Нашего радио «Летопись», посвящённой альбому, Армен Григорян упомянул «женщину, которая перегнулась через город»). Также, помимо Зомби, запечатлён ещё один персонаж — Калигула: справа изображён его бюст на постаменте с профилем головы козла (отсылка к строке «И к концу каждого дня превращался в козла…»), а крысы под ним являются намёком на то, что Калигула был Крысой по году рождения. В левом нижнем углу при внимательном рассмотрении можно увидеть имя самого художника (надпись мелким шрифтом: «В. Гаврилов»).

## Песни
Песня «Зомби» написана Арменом Григоряном в 1989 году и изначально называлась «Сны Зомби». В первоначальной версии песни первая строка второго куплета звучала как: «Он съел живьём негра, он выпил кровь пумы…», однако позднее «негр» и «пума» были заменены на «крысу» и «кобру».

Вот «Зомби»… Не хочу называть слово «политическая» или «социальная», но всё-таки мир как-то отражался в то время. В названии отражены состояния группы на тот момент. Потому что, всё-таки, я не знал вообще, будет ли продолжаться «Крематорий», потому что, если мы записали бы неудачный альбом, то мы вряд ли бы, наверное, продолжили. Какие-то там перестройки начинались, там что-то такое, в общем, непонятно, куда бежать… Все пытались что-то там «шире развернуть, выше поднять», и была абсолютная непонятка, что делать дальше. И собственно вот в этой песне как бы отразилось то состояние, которое у нас было тогда, и я думаю, очень точно, потому что сейчас, когда я играю эту песню, я мысленно попадаю в то время.— Армен Григорян
Баллада «Больной» посвящена одному из приятелей Армена Григоряна по имени Андрей, ставшему жертвой алкоголизма.
Песню «Калигула» Армен Григорян написал после просмотра одноимённого фильма Тинто Брасса и прочтения пьесы Альбера Камю. Отвечая на вопрос одного из поклонников в гостевой книге официального сайта «Крематория» о смысле песни, музыкант пояснил: «Император Калигула, так же, как большинство моих друзей, знакомцев и собутыльников, составлявших мой тогдашний круг общения, по гороскопу — крыса. Поэтому он и был выбран как персонаж, наиболее адекватно отражающий наш образ жизни в конце 80-х».
Песня «Твари» написана Григоряном совместно со скрипачом Михаилом Россовским. По воспоминаниям Григоряна в «Летописи», у него изначально была песня, которую он не хотел выпускать, потому что она была похожа на «Клубнику со льдом», но Россовский показал свою версию со скрипичным пиццикато. Там же он пояснил, что «твари, играющие на дудках» — это «те, кто врёт».
«Ура!» — акустическая миниатюра, посвящённая одной из знакомых Армена Григоряна Анне Киреевой. В рецензии музыкального обозревателя Игоря Шамарина песня охарактеризована как «Военно-эротическая двусмысленность, как бы некий дополнительный кадр из песни „Калигула“».
Песню «Шпалер» Армен Григорян в программе «Летопись» назвал «результатом необычного сексуального опыта», по описанию — с явными элементами БДСМ. В ответе на вопрос одного из поклонников на официальном сайте группы Григорян охарактеризовал «Шпалер» как «описание ощущений от общения с одной мазохисткой с ярко выраженной оральной фиксацией». В виниловой версии альбома в начале песни звучит фрагмент записи речи Адольфа Гитлера, что, по мнению Григоряна, является намёком на то, что отношения подобного рода, где фигурирует управление, являются одним из видов фашизма. В самом же тексте, абсурдном по содержанию, об этом прямо не говорится. Также в виниловой версии в конце песни звучат выстрелы. На CD-изданиях эти моменты отсутствуют.
Песня «Черви», по словам Армена Григоряна, посвящена проблеме зла в человеке. Образ «червей» метафорический, символизирующий само внутреннее зло.

Вот «Черви», почему она сразу после «Шпалера» — как раз продолжение темы, что всё-таки человек — он гниёт изнутри, и вот, наверное, всё зло, которое есть в нас, оно изнутри выходит. То есть это на уровне молекул, потому что мы всё-таки все — рабы молекул. Генетически, наверное, в нас заложено нечто такое, что ведёт нас к войне, к уничтожению себе подобных. Это я так сейчас говорил очень развёрнуто, потому что я тогда на самом деле в это верил, что если изменить личность, то можно изменить и общество. И вот такое отношение было к каждому человеку, поэтому это такая очень доверительная беседа и не более того. — Армен Григорян
Песня «Газы» написана в 1990 году под впечатлением от гастролей в Улан-Удэ: в ней использована стилизация под бурятские народные мотивы. В виниловой версии в начале песни, перед вторым куплетом и соло и в конце звучит шипение — очевидно, распыление газа. На CD-изданиях этот звуковой эффект отсутствует.
Песня «Уродина», по версии, озвученной Григоряном в «Летописи», так же, как и «Ура!», посвящена Анне Киреевой.

Есть две вещи — «Уродина» и «Ура!», которые, в общем-то, адресованы одному и тому же человеку. Звали её Анна, сейчас она живёт в Америке, фамилия у неё теперь Янг. В первое время я всё время к ней относился с такой жалостью, потому что у неё как-то жизнь не устраивалась, и какие-то люди приходили, её всё время кидали… Почему-то всё время хотелось ей помочь. И она жила у нас с женой, мы её к себе взяли, потому что у неё были большие проблемы. И вот её очень ласково… Вот если просто говорить «уродина», это может быть несколько оскорбительно, но к ней это как-то подходило, потому что иначе просто произойти не могло. То есть моё пожелание ей — «если даже все от тебя уйдут, то я буду последним, кто это сделает, я буду с тобой до конца».— Армен Григорян
В акустической балладе «Осень» Армен Григорян при помощи метафор и поэтических образов выражает своё отношение к этому времени года.

Самая поздняя уже песня… Вообще, отношение к этому времени года у меня очень такое всегда депрессивное. Я не люблю осень. Страшно не люблю, потому что осенью начинаются воспоминания о таком ярком лете, и я должен был как-то выразить вот это отношение, потому что, в принципе-то, и в группе были такие «осенние» настроения, очень сложные в то время. И угрозы Мишки Россовского о том, что он хочет уехать, он постоянно меня теребил всем этим, ну там много всего… […] В общем, это такая душевная песенка, я её крайне редко играю на концертах. — Армен Григорян
В период работы над альбомом также была записана песня «Яд», но в виниловую версию она не вошла. Она впервые появилась на CD-издании в 1993 году.
В переиздание 1998 года были включены ещё две инструментальные композиции — «Клофелин» и «Баллада». Первая представляет собой психоделическую интро-зарисовку, навеянную историей с отравлением бас-гитариста Сергея Третьякова клофелином на гастролях в Туапсе. Вторая была написана Виктором Осиповым для французского фильма о животных.

## Список композиций
Автор всех песен — Армен Григорян, кроме указанных особо.

### LP (1991)
1. Зомби
2. Больной
3. Калигула
4. Твари (А. Григорян, М. Россовский — А. Григорян)
5. Ура!
6. Шпалер (А. Григорян, С. Третьяков — А. Григорян)
7. Черви
8. Газы
9. Уродина
10. Осень

### CD-издание (1993)
1. Зомби
2. Больной
3. Калигула
4. Твари (А. Григорян, М. Россовский — А. Григорян)
5. Ура!
6. Шпалер (А. Григорян, С. Третьяков — А. Григорян)
7. Черви
8. Газы
9. Уродина
10. Осень
11. Яд
12. Фригия
13. Собачий вальс
14. Женщины города роз (А. Григорян, Ф. Шуберт — А. Григорян)

### Переиздание на CD (1998)
1. Клофелин (1:38)
2. Зомби (4:05)
3. Больной (3:48)
4. Калигула (4:14)
5. Твари (3:10) (А. Григорян, М. Россовский — А. Григорян)
6. Яд (3:30)
7. Ура! (1:23)
8. Шпалер (3:50) (А. Григорян, С. Третьяков — А. Григорян)
9. Черви (3:24)
10. Газы (2:56)
11. Уродина (4:30)
12. Осень (2:26)
13. Баллада (4:11) (В. Осипов)

## В записи приняли участие
- Армен Григорян — вокал, акустическая гитара
- Виктор Осипов — гитара, клавишные (13)
- Сергей Третьяков — бас-гитара
- Михаил Россовский — скрипка
- Андрей Сараев — ударные

Также в записи участвовали
- Александр Лебедев — бас-гитара (13)
- Александр Третьяков — ударные (13)

## Критика
Лидер группы «Адо» Андрей Горохов, в начале 1990-х являвшийся главным редактором коломенского самиздат-журнала «Охота», в 1991 году в рецензии на альбом отметил: «Новый и седьмой по счету альбом КРЕМАТОРИЯ — пока моё самое сильное музыкальное впечатление последнего года. Он в известной степени концептуален, музыкально привлекателен и по звучанию выдержан в единой стилистике. […] Что поражает сразу — мелодическая законченность почти всех песен альбома, что ранее случалось у КРЕМАТОРИЯ лишь в хитах („М. Ветер“, „Девочка со взглядом волчицы“…). Затем — и здесь уже заслуга звукорежиссёра — в плотной аранжировке отчётливо прослушиваются все инструменты (бас, жив. барабаны, скрипки, эл. гитара) и совсем хорошо — голос. […] Суперномера альбома — „Шпаллер“, „Зомби“, „Калигула“ — в принципе аккумулируют состояние сегодняшнего „Крематория“ — обитание в загаженном абсурдном мире повзрослевшего уже романтика, сменившего медицинскую описательность своего состояния („…на гениталиях выскочил прыщ…“) на более, обтекаемые категории (пистолетик, солдат).»
В 1993 году газета «Московский комсомолец» в рецензии на CD писала: «Известные хиты „Калигула“, „Осень“, „Твари“ и, естественно, сам „Зомби“ выдержали проверку временем и намертво вошли в концертный репертуар команды. А теперь они смогут порадовать и в домашних условиях любителей изысканного некрофильского декаданса, если, конечно, в многочисленной армии малообеспеченных крематорских фэнов есть люди с лазерными плейерами». В том же году «Комсомольская правда» отозвалась о коллективе в рецензии на CD: «„Крематорий“ по-прежнему функционирует исправно, как и подобает хорошо налаженному механизму: без сбоев и нервных потрясений».
Музыкальный обозреватель и рок-музыкант Игорь Шамарин в статье об альбоме в блоге «Рок-меломан» дал «Зомби» следующую характеристику: «Есть мнение, что альбом „Зомби“ по структуре схож с „Декамероном“ Джованни Боккаччо. Галерея образов и персонажей. Апокалипсис и Возрождение. Смерть и Любовь, идущие рука об руку. Духовные искания и плотские наслаждения. Не стану отрицать, что тут действительно есть схожесть с „Декамероном“ — тем более, второй подобной работы в отечественном роке пока нет».
В 2020 году Александр Морсин в статье интернет-журнала «Нож», посвящённой 60-летию Армена Григоряна и представляющей собой подборку мини-рецензий на самые знаковые, по его мнению, альбомы «Крематория», охарактеризовал «Зомби» следующим образом: «„Декамерон“ Армена Григоряна, разменявшего четвёртый десяток. Самая цельная, депрессивная и глубокая пластинка „Крематория“, посвящённая загробному миру и войне человека с самим собой. Главные темы, они же действующие лица — зло, секс и власть (все плохо кончили). Отсюда семплы из речей Гитлера, отсылки к элегическим БДСМ-сеансам и неизбывная хандра: распад личности на фоне развала страны. Подростковые влажные сны и мемуары сифилитика прилагаются. […] Всё это идеально сочетается с обновлённым звуком группы, где в паре к скрипке теперь идёт не акустика, а электрогитара. И только здесь — никаких клавишных, духовых и даже треугольника. При желании можно расслышать Gang of Four, Swans или The Bad Seeds Ника Кейва, но правдоподобнее, конечно, параллели с похожей звуковой атакой „Ночного проспекта“ тех лет».

## Дополнительные факты
- В 1996 году песни «Ура!» и «Яд» вошли в альбомы «Микронезия» и «Гигантомания» соответственно в новых версиях. Первая была полностью перезаписана, а во вторую просто были добавлены партии клавишных, записанные Вячеславом Бухаровым.
- Песня «Яд» в версии с «Зомби» вошла в саундтрек фильма «ДМБ-005. Снова в бою» (2001).
- С 2003 года традиционное сожжение шляпы Армена Григоряна на юбилейных концертах проводится под песню «Зомби».